# Fuente el Olmo de Fuentidueña
Fuente el Olmo de Fuentidueña és un municipi de la província de Segòvia, a la comunitat autònoma de Castella i Lleó.

## Demografia
| 1991 | 1996 | 2001 | 2004 |
| ---- | ---- | ---- | ---- |
| 191  | 163  | 147  | 124  |